# آناستازیا برزینا
آناستازیا برزینا (انگلیسی: Anastasiya Berezina؛ ۲۹ سپتامبر ۱۹۹۷ – ۴ اوت ۲۰۱۹) بازیکن فوتبال اهل روسیه بود.
وی همچنین در تیم ملی فوتبال Russia U19 بازی کرده‌است.